# 35-cm-Marinekanone L/45 M.15

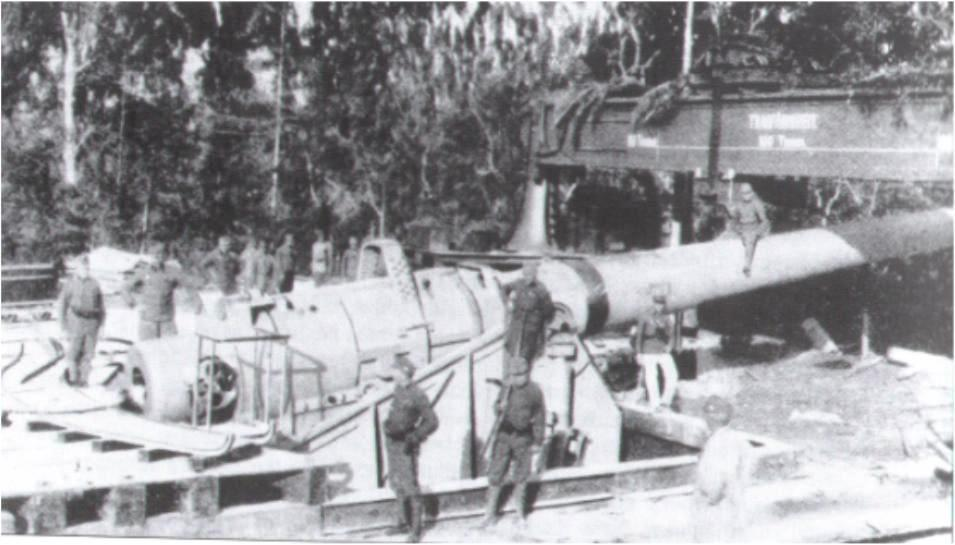
Montage der Marinekanone M 15

Die Marinekanone 35 cm L/45 M 15 war ein während des Ersten Weltkrieges im Landeinsatz verwendetes Schiffsgeschütz der k.u.k. Kriegsmarine. Bei der Marine erhielt das Geschütz die Modellbezeichnung 35 cm L/45 K 14. Es handelte sich hierbei um die Geschütze der bereits vor dem Krieg bestellten Ersatz-Monarch-Schlachtschiffe, deren Bau nicht mehr begonnen werden konnte. Elf der Rohre für das erste Schiff dieser Klasse befanden sich beim Kriegsausbruch bereits in unterschiedlichen Fertigungsstadien.

## Geschichte
Die Entwicklung der Kanone wurde bei den Škoda-Werken in Pilsen durchgeführt, die auch die Produktion übernahmen. Da die österreichische Marinekanone 35 cm M 15 die gleiche Munition wie die für die deutschen Schlachtkreuzer der Mackensen-Klasse vorgesehene 35-cm-Schnelladekanone L/45 verschoss, kam es unter Umständen vor der Aufnahme der Konstruktionsarbeiten zu Absprachen mit der Rüstungsfirma Krupp in Essen. Dies war sowohl von der österreichisch-ungarischen als auch der deutschen Marine angeregt worden, um während eines Krieges die Munitionsbeschaffung zu vereinfachen.
Als die Planungen zum Bau der Schlachtschiffe der Ersatz-Monarch-Klasse zu den Akten gelegt wurden, waren zwei der dafür erforderlichen Rohre der schweren Artillerie bereits fertiggestellt. Das erste wurde am 28. Mai 1915 ausgeliefert. Die Rohre wurden auf adaptierte Lafetten gesetzt und der Festungsartillerie mit der Aufgabe übergeben, sie so effektiv wie möglich einzusetzen. Der enorme Aufwand, der betrieben werden musste, um ein solches Geschütz feuerbereit zu machen (unter anderem musste bei jeder Stellung unter der Kanone ein mehrere Meter tiefer Geschützbrunnen ausgehoben werden), setzte allen Bemühungen enge Grenzen. Eine der Kanonen, die „Georg“ genannt wurde, feuerte im Mai 1916 anlässlich der österreichisch-ungarischen Offensive von Calceranica unmittelbar neben dem Caldonazzosee 122 ihrer 700 kg schweren Granaten über die Hochfläche der Sieben Gemeinden nach Asiago. Danach musste sie zur Überholung in das Werk zurückgebracht werden. Im Mai 1917 war die Kanone Nr. 1 nicht im Einsatz, die Nr. 2 war ausgeliefert, Nr. 3 war fertig und musste noch eingeschossen werden, die Nr. 4 war in der Endfertigung, die Nr. 5 bis 11 befanden sich in verschiedenen Fertigungsstufen, gelangten aber bis zum Kriegsende nicht mehr zur Auslieferung.
Die Kanone Nr. 2 wurde nach der zehnten Isonzoschlacht von ihrer Feuerstellung bei Sistovo nach San Croce nördlich von Triest gebracht, von wo aus mit ihr ab dem 18. Oktober 1917 Ziele bei Grado unter Feuer genommen wurden. Im Jahre 1918 wurden die Kanonen nochmals zur Unterstützung der Junioffensive in Gorgo di Molina eingesetzt. 
Der Verbleib der Kanonen konnte nicht endgültig geklärt werden. Italien und Frankreich (letztere wahrscheinlich die kurz vor dem Kriegsende ausgelieferte Nr. 4) erbeuteten je ein Exemplar, die bald der Verschrottung zugeführt wurden. Die beiden anderen Kanonen fielen den Jugoslawen in die Hände; eine davon ist in der Zwischenkriegszeit noch nachgewiesen, dann verliert sich ihre Spur.
Nach dem Anschluss Österreichs an das Deutsche Reich wurde der ehemalige k.u.k. Kontreadmiral Alfred Freiherr von Koudelka von der Wehrmachtführung mit der Suche nach den beiden Kanonen beauftragt. Die Suche verlief erfolglos, beide blieben bis heute spurlos verschwunden.